# Музиківська сільська територіальна громада
Музиківська сільська  територіальна громада — територіальна громада в Україні, в Херсонському районі Херсонської області. Адміністративний центр — село Музиківка.
Площа громади — 126,88 км², населення — 3798 мешканців (2017).
Утворена 4 липня 2016 року шляхом об'єднання Музиківської і Східненської сільських рад Білозерського району.
На 23 березня 2025 року у Музиківській громаді проживають 3 179 людей.

## Населені пункти
До складу громади входять 5 сіл: Висунці, Загорянівка, Мирошниківка, Музиківка та Східне.